# 嘉靖
嘉靖（1522年—1566年）是明朝嘉靖帝朱厚熜的年号，明朝使用嘉靖这个年号一共45年，是明朝使用第二长的年号。嘉靖，出自《尚書·无逸》中“嘉靖殷邦”之语。明世宗即位时内阁备选年号第一为“明良”（寓意君明臣良）、其次为“绍治”（寓意繼承弘治中興）、第三为“嘉靖”。
嘉靖四十五年十二月十四日隆慶帝即位沿用，翌年改元隆慶。

## 大事记
嘉靖帝即位後，引發大禮議之爭，清除宦官和權臣勢力後總攬朝綱，史称嘉靖中興。然嘉靖二十一年（1542年）後一心修玄、不問朝政，在位後期平定東南沿海的倭患。
虽然在嘉靖年间明朝政府实行海禁，但在中国南部仍然有许多海民入海。他们的船只都是私造的大船，而且备有武器护航。嘉靖年后期朝廷内部发生党争。
- 正德十六年——八月底（此時嘉靖皇帝已繼位），明军在广东屯门海战，击退葡萄牙人。
- 嘉靖元年——关于嘉靖皇帝父母名分的“大礼议之争”，最终迫使内阁首辅杨廷和致仕。
- 嘉靖二年五月——宁波发生日使争贡之役。给事中夏言建议罢市舶，厉行海禁。朝廷接受建议，实行海禁，僅留廣東市舶司。封锁沿海各港口，销毁出海船只，断绝海上交通。
- 嘉靖六年——莫朝在越南建立。
- 嘉靖八年——在张璁和方献夫的支持下，世宗下令革除外戚世封。著名思想家王守仁逝世。由他和陆九渊创立的“陆王心学”学派开始盛行。
- 嘉靖九年——张璁清理勋戚庄田取得明显效果，社会秩序趋向稳定。
- 嘉靖十年——在内阁首辅张璁的极力主张下，裁革冗官并同步展开大规模的革除镇守宦官。
- 嘉靖二十一年十月廿一——壬寅宮變。
- 嘉靖二十三年——戚继光世袭登州卫指挥佥事职。
- 嘉靖二十五年——索南嘉措被明世宗认定为三世达赖喇嘛。
- 嘉靖二十六年——张居正中进士，后逐步由编修至翰林院掌院學士。
- 嘉靖二十七年——浙江巡抚朱纨派都指挥卢镗率兵进攻舟山市佛渡岛上双屿港，港口以木石淤塞，城市被大火烧光。数百葡萄牙人被杀，侥幸活命的乘船逃走。该港由浙江民间海商和葡萄牙人所建。内阁首辅夏言被杀，严嵩取代夏言把持内阁。
- 嘉靖二十八年——唐荆川编纂《武论》。《西麓堂琴统》出版。海瑞考中举人。
- 嘉靖二十九年——鞑靼土默特部俺答汗率军长驱直入北京郊区，烧杀抢掠数日，满意而去，史称“庚戌之变”。
- 嘉靖三十年——被迫开放宣府、大同等地与鞑靼进行茶马互市。
- 嘉靖三十二年——葡萄牙人商船搁浅，向明地方政府申请上岸晾晒。
- 嘉靖三十四年腊月十二——關中地區爆發嘉靖大地震大量人被活埋。
- 嘉靖三十六年——葡萄牙人取得澳门长久居住权。海瑞任浙江淳安县知县。
- 嘉靖四十年——太湖大水。
- 嘉靖四十一年——徐阶暗中指使御史邹应龙上书弹劾严嵩。严嵩被罢官，其子严世蕃被谪戍。
- 嘉靖四十三年——海瑞任户部云南司主事。
- 嘉靖四十五年——徐阶推荐高拱任文渊阁大学士，高拱正式进入内阁。
- 嘉靖四十五年二月——海瑞进《治安疏》（《直言天下第一事疏》）。

## 藝術
此時期的特色在於青花瓷及多彩珐瑯瓷中出現大口壺及的器皿。大型的器皿胎體厚重，通常必須接胎，因此會出現刻意或非刻意顯露的接痕跡。

## 出生
- 嘉靖六年11月23日——李贽，思想家
- 嘉靖十二年5月3日——程大位，数学家
- 嘉靖十二年12月26日——袁黃，思想家，《了凡四訓》作者
- 嘉靖十六年3月4日——明穆宗朱載垕，明朝第十二代皇帝
- 嘉靖三十八年2月21日——清太祖爱新觉罗・努尔哈赤，建州左卫都指挥使，后金汗国開國大汗，清朝奠基者兼追尊皇帝
- 嘉靖四十二年9月4日——明神宗朱翊鈞，明朝第十三代皇帝
- 嘉靖四十三年正月十四——安希范，明朝东林党领袖

## 逝世
- 嘉靖三年——唐寅，明代著名畫家、文學家。
- 嘉靖五年——祝允明，明代文學家，書法家。
- 嘉靖八年——王守仁，明代著名的思想家、哲學家、書法家兼軍事家、教育家。
- 嘉靖八年——楊廷和，明代中期重臣、內閣首輔。
- 嘉靖八年——李夢陽，明朝政治人物、文壇前七子之一。
- 嘉靖九年——伍文定，明朝政治人物、軍事將領。
- 嘉靖九年——楊一清，明朝政治家、文學家，嘉靖初年，擔任內閣首輔。
- 嘉靖十年——謝遷，明朝閣老，三朝元老。
- 嘉靖十一年——蔣冕，明朝弘治、正德兩朝及嘉靖前期重要政治人物，曾任內閣首輔。
- 嘉靖十二年——王宠，明朝书法家。
- 嘉靖十三年——安国，明朝出版家、收藏家。
- 嘉靖十八年——汪機，明朝醫學家，新安醫學的重要人物。
- 嘉靖十八年——馮惟重，明朝官員、書法家。
- 嘉靖十八年——张璁，明朝内阁首辅，明朝大改革的开启者，为王安石之后、张居正之前的一位改革家。
- 嘉靖三十五年——朱隆禧，應天府鄉試第十七名，後參加會試第二百九名。嘉靖八年，登進士第三甲第一百三十六名。歷官順天府丞，大計考格被撤職。

## 公元纪年对照表
| 嘉靖 | 元年     | 二年     | 三年     | 四年     | 五年     | 六年     | 七年     | 八年     | 九年     | 十年   |
| ---- | -------- | -------- | -------- | -------- | -------- | -------- | -------- | -------- | -------- | ------ |
| 公元 | 1522年   | 1523年   | 1524年   | 1525年   | 1526年   | 1527年   | 1528年   | 1529年   | 1530年   | 1531年 |
| 干支 | 壬午     | 癸未     | 甲申     | 乙酉     | 丙戌     | 丁亥     | 戊子     | 己丑     | 庚寅     | 辛卯   |
| 嘉靖 | 十一年   | 十二年   | 十三年   | 十四年   | 十五年   | 十六年   | 十七年   | 十八年   | 十九年   | 二十年 |
| 公元 | 1532年   | 1533年   | 1534年   | 1535年   | 1536年   | 1537年   | 1538年   | 1539年   | 1540年   | 1541年 |
| 干支 | 壬辰     | 癸巳     | 甲午     | 乙未     | 丙申     | 丁酉     | 戊戌     | 己亥     | 庚子     | 辛丑   |
| 嘉靖 | 二十一年 | 二十二年 | 二十三年 | 二十四年 | 二十五年 | 二十六年 | 二十七年 | 二十八年 | 二十九年 | 三十年 |
| 公元 | 1542年   | 1543年   | 1544年   | 1545年   | 1546年   | 1547年   | 1548年   | 1549年   | 1550年   | 1551年 |
| 干支 | 壬寅     | 癸卯     | 甲辰     | 乙巳     | 丙午     | 丁未     | 戊申     | 己酉     | 庚戌     | 辛亥   |
| 嘉靖 | 三十一年 | 三十二年 | 三十三年 | 三十四年 | 三十五年 | 三十六年 | 三十七年 | 三十八年 | 三十九年 | 四十年 |
| 公元 | 1552年   | 1553年   | 1554年   | 1555年   | 1556年   | 1557年   | 1558年   | 1559年   | 1560年   | 1561年 |
| 干支 | 壬子     | 癸丑     | 甲寅     | 乙卯     | 丙辰     | 丁巳     | 戊午     | 己未     | 庚申     | 辛酉   |
| 嘉靖 | 四十一年 | 四十二年 | 四十三年 | 四十四年 | 四十五年 |          |          |          |          |        |
| 公元 | 1562年   | 1563年   | 1564年   | 1565年   | 1566年   |          |          |          |          |        |
| 干支 | 壬戌     | 癸亥     | 甲子     | 乙丑     | 丙寅     |          |          |          |          |        |

## 同期存在的其他政权年号
- 中國
  - 天渊（1546年）：明朝時期—山东汶上起义首领田斌之年号
  - 造曆或龙飞（1559年－1562年）：明朝時期—廣東民變首领张琏之年号
  - 大宝（1565年）：明朝時期—四川民变首领蔡伯贯之年号
- 越南
  - 光紹（1516年－1522年）：后黎朝—昭宗黎椅之年号
  - 統元 （1522年－1527年）：后黎朝—恭皇帝黎椿之年号
  - 元和 （1532年－1549年）：后黎朝—庄宗黎寧之年号
  - 光照（1535年－1548年）：后黎朝时期—代王黎宪之年号
  - 順平 （1549年－1557年）：后黎朝—中宗黎暄之年号
  - 天祐 （1557年－1572年）：后黎朝—英宗黎維邦之年号
  - 明德 （1527年－1529年）：莫朝—太祖莫登庸之年号
  - 大正 （1530年－1540年）：莫朝—太宗莫登瀛之年号
  - 廣和 （1541年－1546年）：莫朝—宪宗莫福海之年号
  - 永定 （1547年）：莫朝—宣宗莫福源之年号
  - 景曆 （1548年－1555年）：莫朝—宣宗莫福源之年号
  - 光宝 （1555年－1564年）：莫朝—宣宗莫福源之年号
  - 淳福 （1565年－1568年）：莫朝—莫茂洽之年号
  - 崇康 （1568年－1578年）：莫朝—莫茂洽之年号
- 日本
  - 大永（1521年－1528年）：后柏原天皇、后奈良天皇之年號
  - 享祿（1528年－1532年）：后奈良天皇之年號
  - 天文（1532年－1555年）：后奈良天皇之年號
  - 弘治（1555年－1558年）：后奈良天皇、正亲町天皇之年號
  - 永祿（1558年－1570年） ：正亲町天皇之年號

## 深入閱讀
- 李崇智. . 北京: 中華書局. 2004年12月. ISBN 7101025129.
- 鄧洪波. . 臺北: 國立臺灣大學東亞經典與文化研究計劃. 2005年3月  [2021-11-26]. ISBN 9789860005189. （原始内容 (pdf)存档于2007-08-25）.